# Посольство Марокко в России

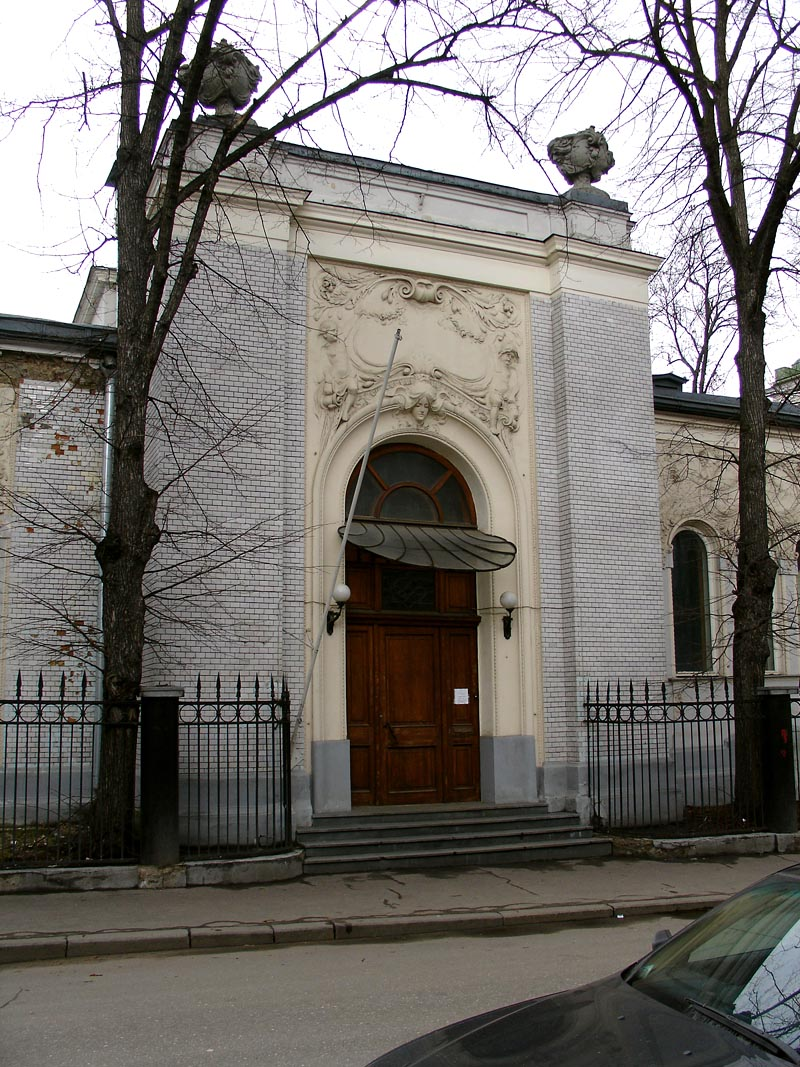
Здание посольства Марокко в Москве (Пречистенский переулок, 8А).

Посольство Королевства Марокко в Российской Федерации (араб. سفارة المغرب في روسيا‎) — дипломатическая миссия Марокко в России, расположена в Москве в Хамовниках в Пречистенском переулке. Посольство также представляет интересы Марокко в Белоруссии и Казахстане.
Посол Марокко в Российской Федерации — Лотфи Бушаара (вручил верительные грамоты 5 февраля 2020 года).

## Дипломатические отношения
В конце 1777 года султан Марокко Мохаммед III бен Абдаллах предложил российской императрице Екатерине II установить контакты и наладить торговый обмен между двумя империями. Последовал обмен грамотами руководителей двух стран с выражением взаимного пожелания наладить отношения мира и дружбы. В июле 1778 года султан выразил готовность принять в Марокко представителя императрицы. Генеральное консульство Российской империи в Танжере было учреждено в ноябре 1897 года. Первым дипломатическим представителем России в Марокко в ранге министра-резидента стал опытный дипломат Василий Романович Бахерахт, который прибыл в Танжер в мае 1898 года.
Дипломатические отношения между СССР и Марокко были установлены 1 сентября 1958 года. 30 декабря 1991 года МИД Марокко заявил о признании Королевством Российской Федерации.

## Послы Марокко в России
- Башир Бен Аббас Тааржи (1959—1962)
- Абдель Кебир аль-Фасси (1962—1967)
- Абдельхади Сбихи (1967—1973)
- Абделлах Шорфи (1971—1973)
- Мохамед Сижильмасси (1973—1976)
- Маати Жорио (1976—1978)
- Абдельхалек Каббаж (1978—1985)
- Мехди Мрани Зентар (1985—1990)
- Рафик эль-Хаддауи (1991—1992)
- Абдессалам Зенинед (1992—1995)
- Ахмед Бурзаима (1996—2001)
- Абдельмалека Жеддауи (2001—2005)
- Нуреддин Сефьяни (2006—2008)
- Абделькадер Лешехеб (2008—2019)
- Лотфи Бушаара (с 2019 года)

## Здание посольства
Посольство располагается в особняке К. А. Гутхейля (1902—1903, архитектор В. Ф. Валькот).

## Отделы посольства
- Политический отдел
- Экономический отдел
- Культурный отдел
- Консульский отдел